# Surma (nazwisko)
Surma (forma żeńska: Surma; liczba mnoga: Surmowie) – polskie nazwisko. Na początku XXI wieku w Polsce nosiło je 6653 osób.
Mężczyźni o tym nazwisku:
- Czesław Surma – porucznik AK, komendant Związku Odwetu
- Franciszek Surma – pilot z okresu II wojny światowej
- Jerzy Surma – inżynier informatyk, profesor Szkoły Głównej Handlowej w Warszawie
- Leszek Surma – polski duchowny rzymskokatolicki, kanonik honorowy Kapituły Archikatedralnej Lubelskiej, wieloletni dziennikarz i redaktor TVP
- Łukasz Surma – piłkarz, reprezentant kraju
- Marian Surma – naukowiec, profesor fizyki

Kobiety o tym nazwisku:
- Barbara Surma – robotnica, poseł na Sejm PRL VII kadencji
- Genowefa Surma – językoznawca, profesor Uniwersytetu Gdańskiego
- Natalia Surma – piłkarka, klubowa mistrzyni Polski